# وشم الشعر

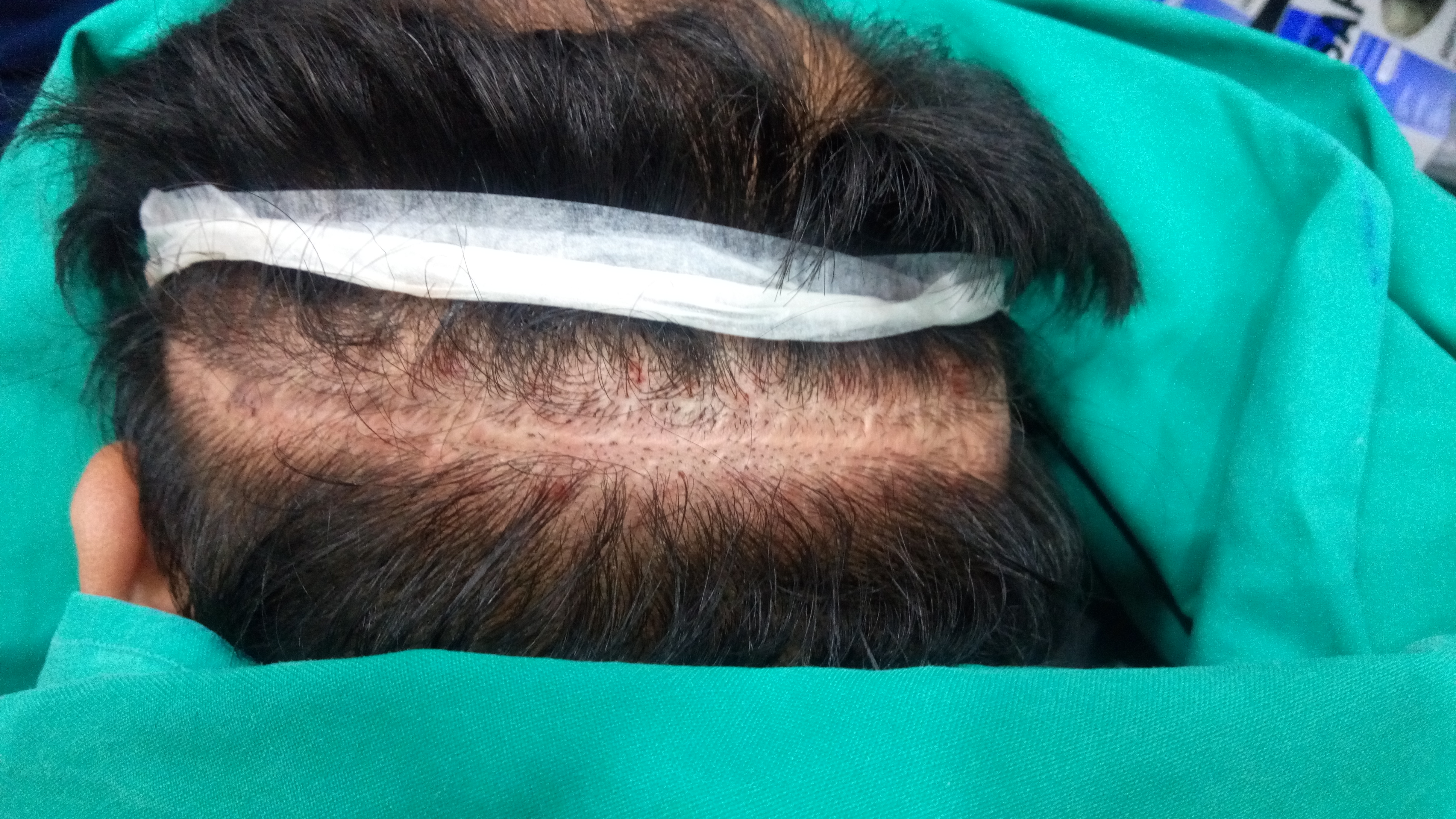
صورة مُلتقطة لفروة الرأس قبل عمليّة وشم الشعر

وشم الشعر هو تدخلٌ غير جراحي – عبر عددٍ من مستحضرات التجميل – من أجلِ الوشم على مستوى فروة الرأس لسببٍ من الأسباب. عادةً ما يُلجأ إلى إجراءات وشم الشعر لإخفاءِ الندوب الناتجة عن زرع الشعر أو إخفاء التأثيرِ البصري للحروق أو لعلاج تساقطِ الشعر الذي تتسبَّبُ فيهِ الأمراضُ الجلدية مثل الثعلبة. يتضمَّنُ إجراء وشم الشعر تخديرًا موضعيًا لتجنبِ أي ألمٍ أثناء العملية؛ وعلى عكس الأوشام الأخرى لا يخترق وشم الشعر البشرة بعمقٍ ولا يبقى بارزًا لفترةٍ طويلةٍ هذا عدى عن أن هذه العمليّة تُنعش الشعر بسهولة.

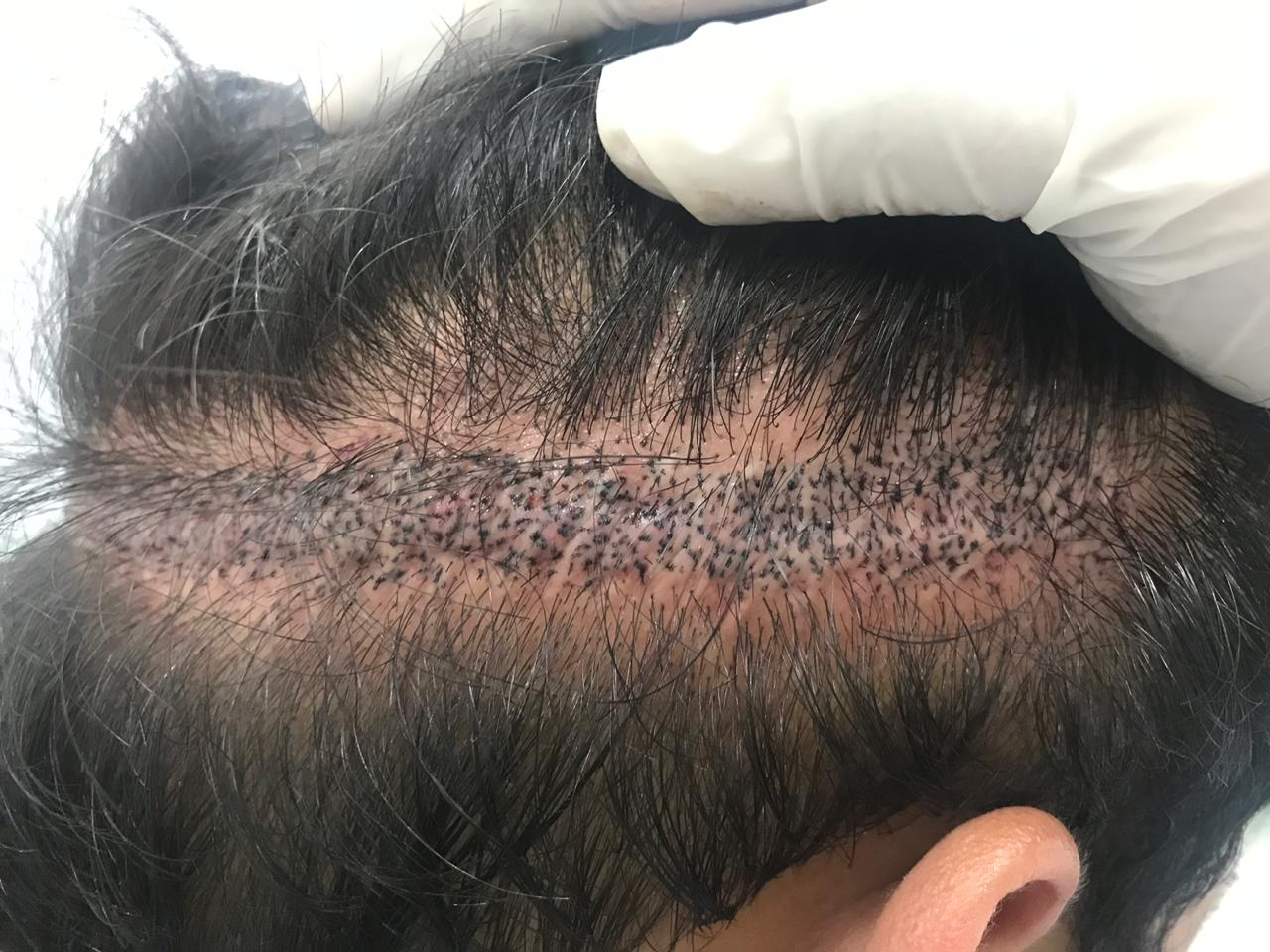
صورة ملتقطة لفروة الرأس بعد عمليّة وشم الشعر

تختلفُ تكلفة وشم الشعر من مكانٍ لآخر؛ كما تتأثَّرُ هذه التكلفة بعددٍ من العوامل بما في ذلك نوعيّة فروة الرأس ونوع العيادة التي ستُجرى فيها العمليّة ومنطقة العلاج المطلوبة وعدد العلاجات التي تحتاجها. يستغرقُ الإجراء – في العادة – جلستينِ أو ثلاث جلسات؛ وتستغرقُ الجلسة الواحدة حوالي ثلاث ساعات. يمكن للعملاء الاختيار من بينِ مئاتٍ من ظلال الحبر لتتناسب مع لون الشعر الأصلي ولون البشرة؛ وفي حين أن تصبُّغَ فروة الرأس الجزئي هو علاجٌ دائمٌ؛ فإنه يمكن إزالته بإجراءٍ تصحيحي أو حتّى علاجٍ بالليزر. نظرًا لأن الإجراء جديد نسبيًا؛ فليس هناكَ أيّ بيانات علمية حول ما إذا كان الأشخاص قد عانوا من آثار جانبية. بشكلٍ عام؛ يُنصح دومًا باستعمالِ إبرٍ نظيفة ولاحتماليّة حدوث حساسية يقومُ المعالِج أحيانًا بإجراء اختبارٍ صغيرٍ على جزءٍ غير واضحٍ من فروة الرأس للتأكّد قبل البدءِ في العلاج الكامل.